# Amerikanisch-samoanische Beachhandball-Nationalmannschaft der Juniorinnen
Die amerikanisch-samoanische Beachhandball-Nationalmannschaft der Juniorinnen repräsentiert die American Samoa Handball Association (ASHA) als Auswahlmannschaft auf internationaler Ebene bei Länderspielen im Beachhandball gegen Mannschaften anderer nationaler Verbände.
Als Überbau fungiert die A-Nationalmannschaft, das männliche Pendant ist die Amerikanisch-samoanische Beachhandball-Nationalmannschaft der Junioren.

## Geschichte

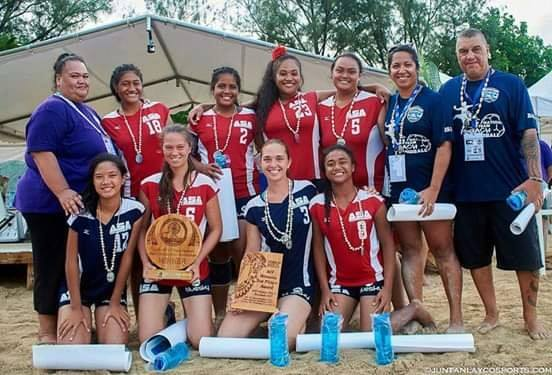
Die Siegermannschaft der Juniorinnen-Ozeanienmeisterschaften 2017

Nachdem Handball in Amerikanisch-Samoa seit 2014 auf Betreiben von Carl Sagapolutele Floor etabliert wurde und noch im selben Jahr mit einer Nachwuchsmannschaft an einem Hallenturnier teilgenommen wurde, dauerte es bis 2017, dass der Verband seine Bemühungen intensivierte. Floor legte den Schwerpunkt auch aufgrund fehlender Hallenkapazitäten auf den Beachhandball und bezog unter anderem seine Zwillingstöchter Danielle und Stephanie an entscheidenden Stellen in das Team ein. Das erste Turnier der Mannschaft wurden die erstmals ausgetragenen Junioren-Ozeanienmeisterschaften 2017 in Rarotonga auf den Cookinseln. Das erste Spiel trug Amerikanisch-Samoa gegen Australien aus. Nachdem der erste Satz knapp gewonnen wurde, gingen der zweite Satz und der Shootout verloren. Danach steigerte sich die Mannschaft und erreichte am Ende erneut das Finale gegen Australien, das dieses Mal überlegen geschlagen wurde. Danielle Floor wurde zur wertvollsten Spielerin des Turniers gewählt die Zwillingsschwester Danielle war die erfolgreichste Torschützin des Finales.

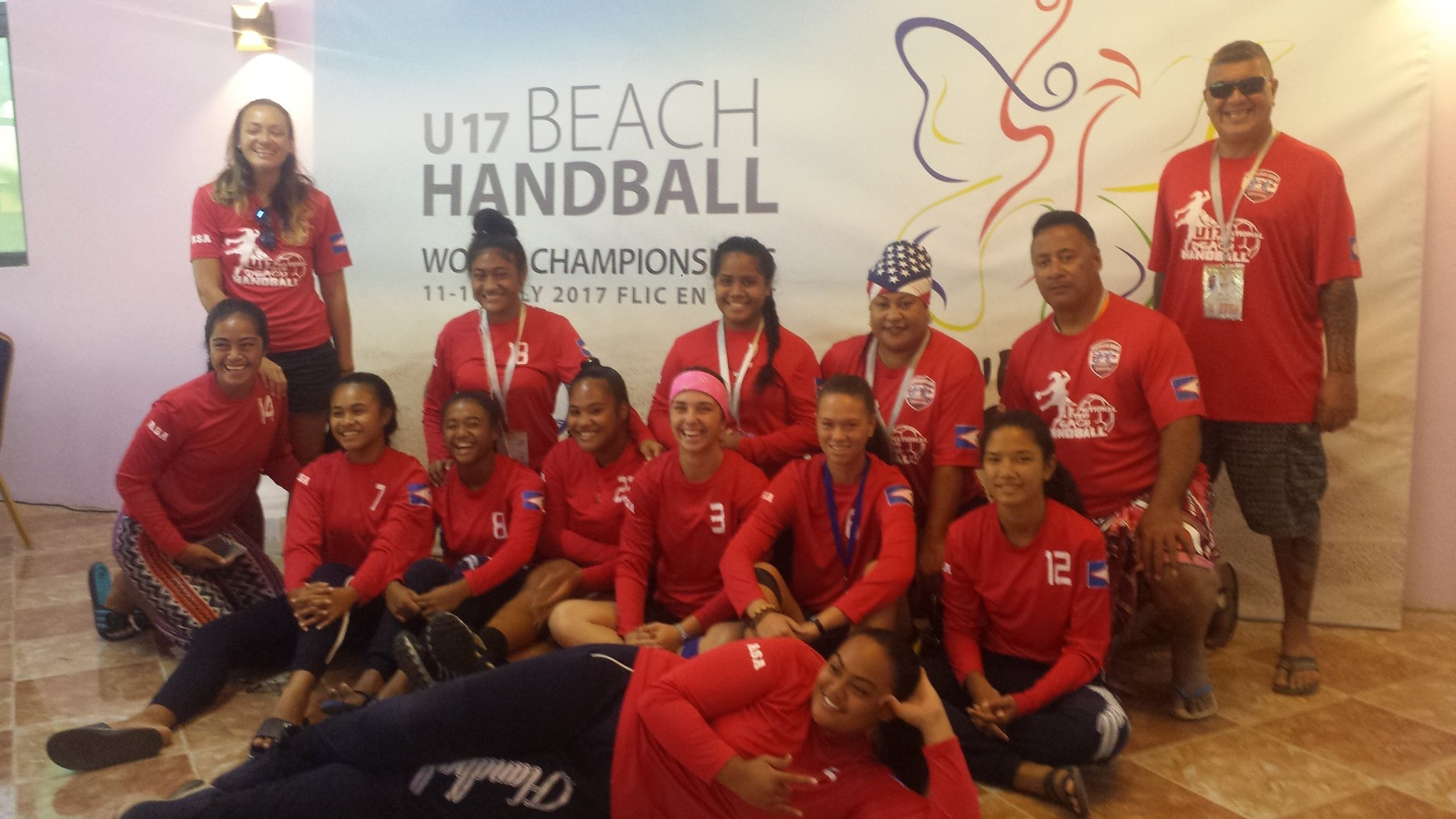
Mädchenteam bei den 1. Beachhandball-Juniorenweltmeisterschaften 2017

Mit dem Finaleinzug bei den Ozeanienmeisterschaften war auch die Qualifikation für die ebenfalls das erste Mal ausgetragenen Junioren-Weltmeisterschaften in Flic-en-Flac auf Mauritius verbunden. Dort schlug sich die Mannschaft für ihre Verhältnisse erneut gut, ließ die Gastgeberinnen und erneut Australien hinter sich und wurde 12. Als beste Mannschaft Ozeaniens konnte sich Amerikanisch-Samoa damit für die Olympische Jugendspiele 2018 in Buenos Aires in Argentinien qualifizieren. Bei den dritten Jugendspielen war Beachhandball das erste Mal im Programm. Aufgrund eines kurzfristigen Ausfalls verlor die Mannschaft auf dem Weg zu den Spielen ihre etatmäßige Torhüterin und konnte somit als einzige Mannschaft des Turniers nur mit acht Spielerinnen antreten. Somit konnte das Team nicht seine vollen Möglichkeiten ausspielen und wurde am Ende Vorletzte. Durch die offene Art der Spielerinnen und ihre gelegentlichen spontanen Musikeinlagen gehörten sie aber zu den Attraktionen des Turniers.

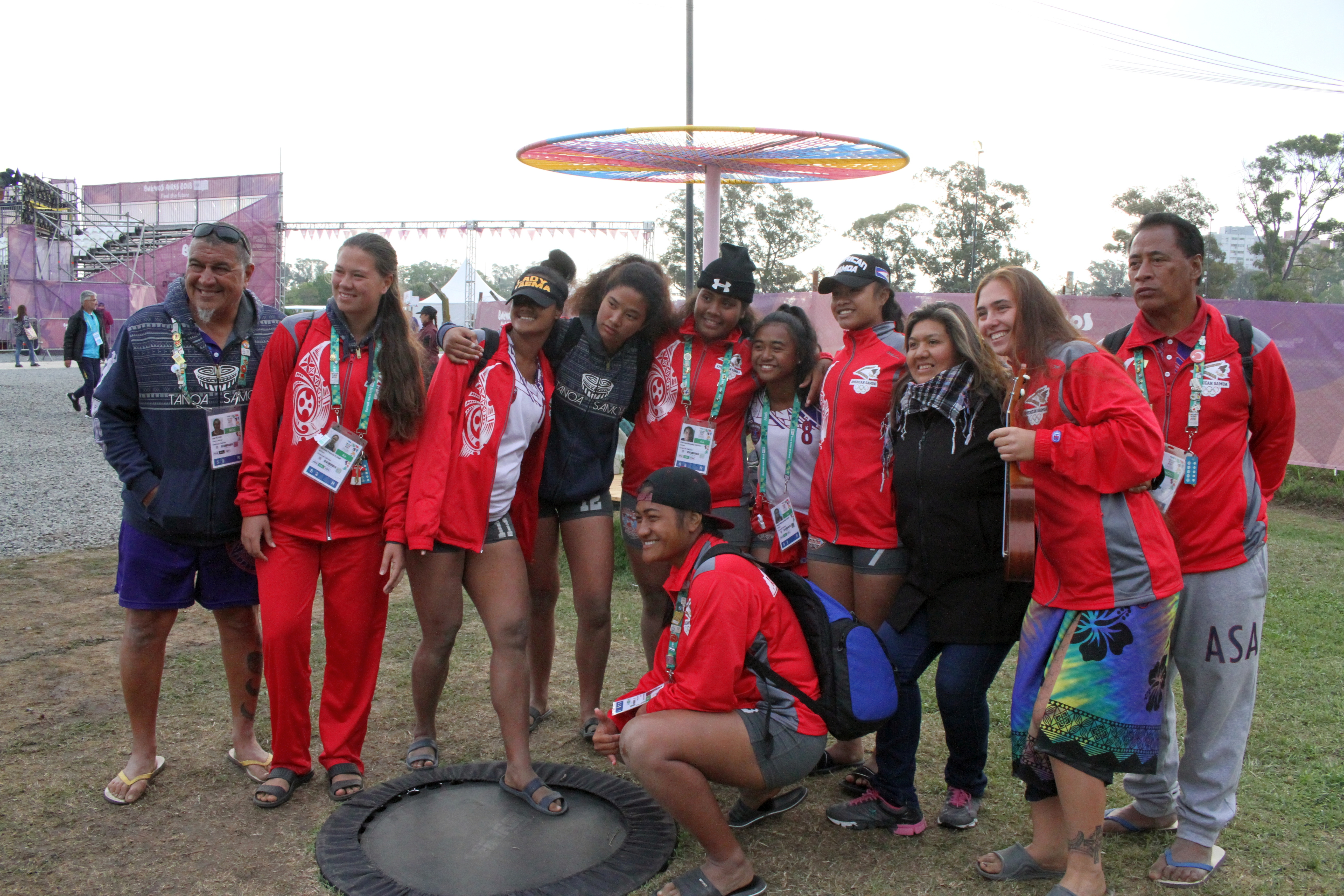
Die Mannschaft Amerikanisch-Samoas am Finaltag der Olympischen Jugendspiele

Aus demselben Spielerinnenpool hatte sich mittlerweile auch eine A-Nationalmannschaft heraus gebildet, die bis zur COVID-19-Pandemie hinter Australien zur zweiten Macht in Ozeanien aufgestiegen war. Die eigentlich geplante neue Generation der Nachwuchs-Nationalmannschaft konnte bis einschließlich 2022 noch nicht an internationalen Wettbewerben teilnehmen, da die Reisebestimmungen zu rigide waren.

## Teilnahmen
| Olympische Jugendspiele - 2018 (U 18): 11. - 2026 (U 18): | Junioren-Weltmeisterschaften - 2017 (U 17): 12. - 2022 (U 18): nicht qualifiziert | Junioren-Ozeanienmeisterschaften - 2017 (U 17): 1. - 2020: ausgefallen |

- JOM 2017 (U 17): Naomi A'asa • Fiapai Fanene • Danielle Floor • Stephanie Floor • Jasmine Liu • Tara Mageo • Imeleta Mata'utia • Frances Nautu

- JWM 2017 (U 17): Naomi A'asa • Elzabad Elisara • Roselyn Faleao • Fiapai Fanene • Danielle Floor • Stephanie Floor • Jasmine Liu • Tara Mageo • Imeleta Mata'utia • Frances Nautu

- OJS 2018 (U 18): Naomi A'asa • Roselyn Faleao • Danielle Floor • Stephanie Floor • Jasmine Liu • Imeleta Mata'utia • Frances Nautu • Philomena Tofaeono • zunächst im Kader: Salatupemasina Toilolo

## Trainer
| Cheftrainer - seit 2016: Carl Sagapolutele Floor | Co-Trainer/in - seit 2016: Essesse Malalo |